# Emil Wallenstråle
Paul Emil Wallenstråle, född 14 augusti 1820 i Vittisbofjärds kapellförsamling, Åbo län, Finland, död 17 januari 1897 i Stockholm, var en svensk underlöjtnant, målare och tecknare.
Han var son till kommerserådet Fredrik Frans Wallenstråle och Catharina Maria Charlotta de Carnall och från 1872 gift med Sofia Aurora Fröberg. Wallenstråle blev underlöjtnant vid Västmanlands regemente 1842 och fick begärt avsked 1849. Han var en framstående tecknare och målare och medverkade från 1840-talet i Konstakademiens utställningar. Wallenstråle är representerad med en oljemålning av Uppsala domkyrka vid Nordiska museet och med en akvarell vid Uppsala universitetsbibliotek. Han är begravd på Norra begravningsplatsen utanför Stockholm.